# Rina Aiuchi
 Rina Aiuchi  (愛内里菜, Aiuchi Rina) est une chanteuse japonaise des années 2000, née le 31 juillet 1980 à Higashiōsaka dans la préfecture d'Osaka. Elle met fin à sa carrière fin 2010 à cause de problèmes de santé, mais reprend ses activités sous un autre nom de scène en 2015. En dix ans, elle a sorti une soixantaine de singles, albums, DVDs solo, compilations et livres de photo (photobooks).

## Biographie
Enfant, Rina Aiuchi aime déjà chanter et participe souvent aux spectacles de sa mère. À l'âge de 5 ans, elle commence une formation musicale de piano car elle veut devenir pianiste pour sa classe de maternelle et primaire.
Rina Aiuchi fait réellement ses débuts le 23 mars 2000 avec la sortie de son premier single Close to Your Heart. Puis elle sort trois autres singles cette même année, notamment son titre Koi wa Thrill, Shock, Suspense qui deviendra le thème d'ouverture de la série animée Détective Conan. Ce fut un de ses premiers grands succès.
En 2001, elle sort son premier album Be Happy. Dès lors, elle fait souvent des apparitions dans des émissions télé et devient très populaire au Japon. En 2002, Rina Aiuchi sort son deuxième album POWER OF WORDS qui deviendra l'album le plus populaire de toute sa carrière. Celui-ci atteint le sommet du classement de l'Oricon et est vendu à plus de 540.000 exemplaires. Son troisième album A. I. R fera de même en se classant numéro 1 de l'Oricon.
Sa popularité devient stable à ce moment-là. Puis elle enchaîne avec son quatrième album PLAYGIRL ainsi que son cinquième, DELIGHT. Le 21 mai 2008, Rina Aiuchi ajoute un sixième album à sa carrière, TRIP. Cet album atteint le Top 10 de l'Oricon mais est bien moins vendu que les précédents.
Fin 2010, Rina Aiuchi annonce qu'elle met fin à sa carrière pour s'occuper de ses problèmes de santé. Elle reprend ses activités sous un autre nom de scène en 2015.

## Nom
Rina Aiuchi est un nom de scène. En décembre 2022, un tribunal de Tokyo a reconnu à Rina Aiuchi le droit de continuer à user de ce nom, malgré une clause de son contrat avec son ancienne agence artistique. Celle-ci avait intenté un procès contre la chanteuse en mai 2021, après qu'elle avait recommencé à donner des concerts sous son nom en mars de cette année. 

## Discographie

### Albums
- 24/01/2001 - Be Happy (306 540 exemplaires)
- 15/05/2002 - POWER OF WORDS (540 000 exemplaires)
- 15/10/2003 - A. I. R (182 477 exemplaires)
- 15/12/2004 - PLAYGIRL (105 040 exemplaires)
- 31/05/2006 - DELIGHT (50 675 exemplaires)
- 21/05/2008 - TRIP (25 908 exemplaires)
- 25/03/2009 - THANX 18 645 exemplaires)
- 15/09/2010 - LAST SCENE

### Compilations
- 30/07/2003 - RINA AIUCHI REMIXES Cool City Production vol.5 (album de remix ; 72 654 exemplaires)
- 17/12/2003 - Single Collection (157 523 exemplaires)
- 16/12/2009 - ALL SINGLES BEST ~THANX 10TH ANNIVERSARY~ (38 109 exemplaires)
- 24/03/2010 - COLORS ("faces B" ; 4 503 exemplaires)

### Singles
- 23/03/2000 - Close to Your Heart (64 000 exemplaires)
- 31/05/2000 - It's crazy for you (56 070 exemplaires)
- 26/07/2000 - Ohh ! Paradise Taste !! (42 550 exemplaires)
- 25/10/2000 - Koi wa Thrill, Shock, Suspense (105 260 exemplaires)
- 11/04/2001 - FAITH (63 510 exemplaires)
- 27/06/2001 - Run up (71 840 exemplaires)
- 03/10/2001 - NAVY BLUE (127 390 exemplaires)
- 14/02/2002 - Forever you ~Eien ni Kimi to~ (70 590 exemplaires)
- 10/04/2002 - I can't stop my love for you♥ (101 880 exemplaires)
- 01/08/2002 - Sincerely Yours / Can you feel the POWER OF WORDS ? (81 910 exemplaires)
- 20/11/2002 - Deep Freeze (69 348 exemplaires)
- 15/01/2003 - Kaze no Nai Umi de Dakishimete (72 908 exemplaires)
- 14/05/2003 - FULL JUMP (72 065 exemplaires)
- 30/06/2003 - Over Shine (46 206 exemplaires)
- 15/10/2003 - Kuuki (27 264 exemplaires)
- 28/04/2004 - Dream×Dream (60 386 exemplaires)
- 26/05/2004 - START (42 833 exemplaires)
- 20/10/2004 - Boom-Boom-Boom (22 030 exemplaires)
- 04/05/2005 - Akaku Atsui Kodou (21 854 exemplaires)
- 02/11/2005 - ORANGE★NIGHT (16 058 exemplaires)
- 29/03/2006 - GLORIOUS / PRECIOUS PLACE (26 488 exemplaires)
- 03/05/2006 - MIRACLE (15 030 exemplaires)
- 01/01/2007 - Bara ga Saku Bara ga Chiru (15 158 exemplaires)
- 15/08/2007 - MINT (8 995 exemplaires)
- 19/12/2007 - Nemurenu Yoru ni / PARTY TIME PARTY UP (18 413 exemplaires)
- 07/05/2008 - I believe you ~Ai no Hana~ (7 460 exemplaires)
- 15/10/2008 - Kimi to no Deai ~good bye my days~ (6 616 exemplaires)
- 17/12/2008 - Friend/Sugao no Mama (9 573 exemplaires)
- 11/02/2009 - Ai no Kotoba (5 506 exemplaires)
- 22/07/2009 - STORY / SUMMER LIGHT (6 764 exemplaires)
- 21/10/2009 - MAGIC (8 590 exemplaires)
- 14/04/2010 - GOOD DAYS
- 23/05/2010 - Sing a Song
- 23/06/2010 - C・LOVE・R
- 28/07/2010 - HANABI (5 647 exemplaires)

### DVD
- 05/12/2001 - Premier Shot #1
- 17/07/2002 - RINA AIUCHI LIVE TOUR 2002 "POWER OF WORDS"
- 25/06/2003 - PREMIER SHOT #2 VISUAL COLLECTION
- 25/09/2003 - Rina Matsuri 2003
- 22/03/2004 - LIVE DVD RINA AIUCHI LIVE TOUR 2003 "A. I. R"
- 03/11/2004 - Rina Matsuri 2004
- 27/07/2005 - PREMIER SHOT #3 CLIP&LIVE COLLECTION
- 28/09/2005 - Rina♥Matsuri 2005
- 01/11/2006 - Rina♥Matsuri 2006
- 23/05/2007 - RINA AIUCHI VALENTINE LIVE 2007
- 15/10/2008 - PREMIER SHOT #4 VISUAL COLLECTION
- 28/07/2010 - RINA AIUCHI THANX 10th ANNIVERSARY LIVE -MAGIC OF THE LOVE-

### Collaborations & participations
- 29/11/2000 - THE BEST OF DETECTIVE CONAN (Track #5)
- 05/12/2001 - GIZA studio R&B RESPECT vol.1 ~six sisters selection~ (Track #6)
- 19/12/2001 - GIZA studio Masterpiece BLEND 2001 (Disc 1-Track #4 ; Disc 2-Track #5)
- 17/01/2002 - Aika Ohno - Shadows o Dreams (Track #9)
- 17/07/2002 - GIZA studio MAI-K & FRIENDS HOTROD BEACH PARTY (Track #2)
- 06/11/2002 - GIZA studio MAI-K & FRIENDS HOTROD BEACH PARTY vol.1 ~2002 Natsu~ (Track #7)
- 04/12/2002 - Aika Ohno - Secret Garden (Track #1, #6, #14)
- 18/12/2002 - GIZA studio Masterpiece BLEND 2002 (Disc 1-Track #2, #11 ; Disc 2-Track #1, #9)
- 26/11/2003 - TAK MATSUMOTO - THE HIT PARADE (Track #3)
- 10/12/2003 - THE BEST OF DETECTIVE CONAN 2 (Track #6)
- 17/12/2003 - GIZA studio Masterpiece BLEND 2003 (Disc 1-Track #2, #13 ; Disc 2-Track #2)
- 29/09/2004 - Suboruto ! MEMORIAL ~Sweat and Tears~ (Track #5)
- 27/10/2004 - It's TV SHOW (Disc 1-Track #4)
- 13/07/2005 - Type2 (Track #2)
- 14/12/2005 - FEEL SO BAD - Fukkatsu ! F. S. B NIGHT LIVE at hills Pan Kojo (Track #14, #15, #16)
- 14/06/2006 - 100 Mono Tobira (avec Saegusa U-ka et Sparkling☆Point)
- 13/12/2006 - Meitantei Conan Bekijouban Theme Song Best THE BEST OF DETECTIVE CONAN ~The Movie Themes Collection~ (Track #3)
- 21/12/2006 - Animelo Summer Live 2006 -OUTRIDE- I (Track #17, #18, #19)
- 14/03/2007 - MAR Heaven THEME SONG BEST (Track #8)
- 11/04/2007 - Nanatsu no Umi wo Wataru Kaze no You ni (avec Saegusa U-ka)
- 06/08/2008 - THE BEST OF DETECTIVE CONAN 3 (Disc 1-Track #2, #5, #6, #10)
- 24/12/2008 - GIZA studio 10th Anniversary Masterpiece BLEND ~FUN side~ (Track #3)
- 24/12/2008 - GIZA studio 10th Anniversary Masterpiece BLEND ~LOVE side~ (Track #2)

## Photobooks
- 15/05/2002 - made in RINA 2002
- 15/10/2003 - made in RINA 2003